# Army
«Army» — песня британской исполнительницы Элли Голдинг, изданная в качестве второго сингла с её третьего студийного альбома Delirium, вышедшего в 2015 году. Сингл появился в продаже 9 января 2016 года.
Автором песни стала сама Элли Голдинг, а также продюсер и автор песен Макс Мартин, Саван Котеча и Эли Паями. Композиция «Army» написаена в тональности Си мажор, темпе 87 ударов в минуту; вокальный диапазон охватывает октаву от Си3 до Си4. Текст песни повествует о лучшем друге Элли Голдинг.
Премьера видеоклипа на песню «Army», снятого Конором Макдоннелом, состоялась 14 января 2016 года. В чёрно-белом видео показано, как Элли Голдинг проводит время со своими друзьями, а также исполняет песню на сцене.

## Позиции в чартах
| Чарт (2016)                     | Наивысшая позиция |
| ------------------------------- | ----------------- |
| ARIA                            | 87                |
| Ирландия (IRMA)                 | 98                |
| Шотландия (OCC Scotland)        | 13                |
| Великобритания (OCC UK Singles) | 28                |

## Хронология издания
| Страна         | Дата            | Формат                                          | Лейбл   |
| -------------- | --------------- | ----------------------------------------------- | ------- |
| Мир            | 30 октября 2015 | цифровая дистрибуция (через предзаказ Delirium) | Polydor |
| Великобритания | 9 января 2016   | Contemporary hit radio                          | Polydor |
| Италия         | 15 января 2016  | Contemporary hit radio                          | Polydor |